# Steinkisten der Walternienburg-Bernburger Kultur
Die Steinkisten der Walternienburg-Bernburger Kultur bezeichnete Ulrich Fischer (1915–2005) als Plattengräber. Aus diesem Kulturbereich waren in den 1980er Jahren 14 Steinkisten bekannt. Von ihnen gehören sechs zur Walternienburger- und fünf zur Bernburger Kultur. Steinkisten finden bereits seit der Baalberger Kultur (4100–3400 v. Chr.) im Neolithikum des Mittelelbe-Saale-Gebietes Verwendung. Die Träger der Walternienburg-Bernburger Kultur setzten diese Tradition fort und bilden die Brücke zu den endneolithischen Kulturen, in denen der Bau von Steinkisten zur vollen Entfaltung gelangt.

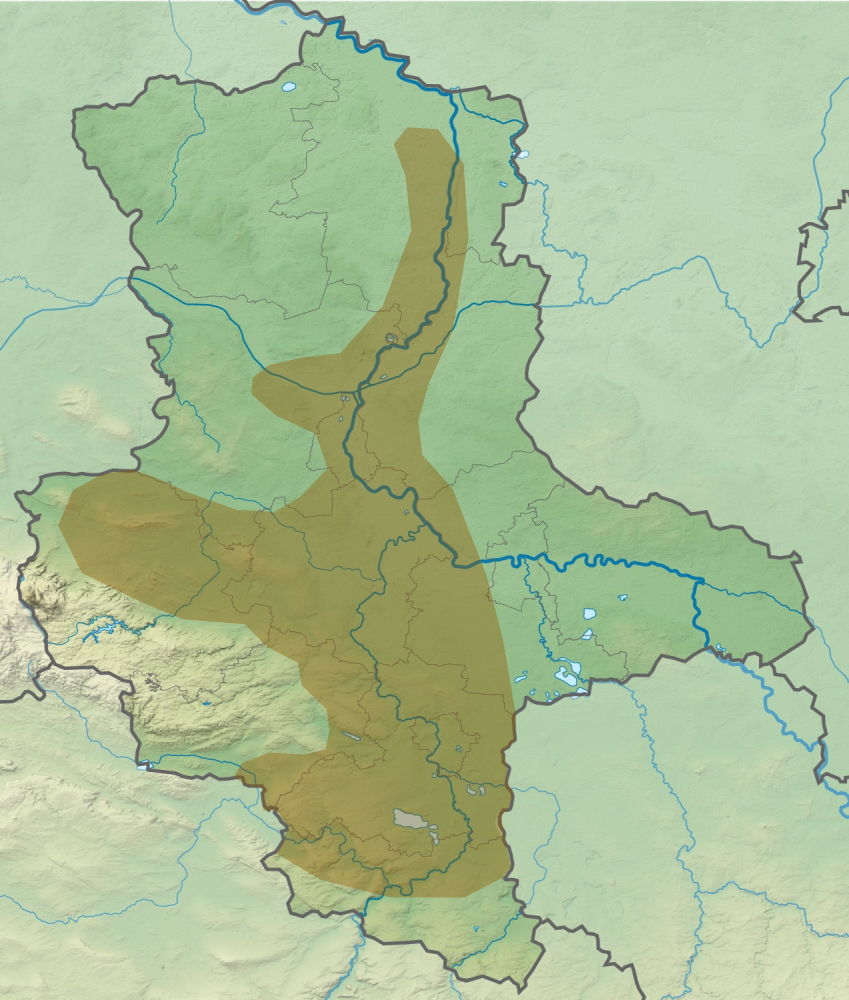
Verbreitung der Bernburger Kultur in Sachsen-Anhalt

## Beschreibung
Aus Thüringen stammt nur die Kiste Nordhausen 1, im Kreis Nordhausen, während sich Steinkisten ansonsten (unter Ausschluss des Havellandes) über das Verbreitungsgebiet der Kultur(en) verteilen.
Nur die Kiste in Baalberge, Kreis Bernburg war Nord-Süd-orientiert. Alle Kisten haben rechteckige Grundrisse, sind aus Steinplatten errichtet und besitzen keine Zugangskonstruktion. Ihre Länge liegt im Durchschnitt bei zwei Metern. Ausnahmen•bilden Schraplau, im Saalekreis, bei der es sich um eine schnurkeramische Kiste zu handeln scheint, denn auch ihre Orientierung und ein Gefäß verbinden sie mit dieser Kultur, sowie Stedten 2, im Landkreis Mansfelder Land, wo die beigegebene Tasse ein Relikt sein kann. Stedten 2 erreicht mit fünf Metern Länge megalithische Ausmaße und belegt die fließenden Übergänge zwischen den Typen.
Durch eine quer gestellte Platte mit Türloch, war eine Kiste im Schneiderberg von Baalberge unterteilt. Dies ist einzige Aufteilung einer Kiste in der Region. In Preußlitz/Plömnitz, im Salzlandkreis, lag die Bestattung auf einem Scherben-, in Nordhausen 1 auf einem Steinpflaster. In Baalberge wurde der Boden aus einer einzigen Platte gebildet. Die Kisten sind zumeist in den Boden eingesenkt. Ebenerdig aufgeführt waren nur die von Baalberge und Stedten 2. Überdeckende Grabhügel sind für vier Steinkisten belegt. U. Fischer vermutet, dass ursprünglich alle Kisten diese Hügel besessen haben. Mit den mittelneolithischen Kisten beginnt sukzessiv die in sechs Kisten beobachtete Reihe der Einzelbestattungen. In vier Anlagen waren mehrere Individuen deponiert (mindestens zwei in Nordhausen und Baalberge, mehrere in „Polleben 3“ und drei in Lüttchendorf/Wormsleben, beide im Landkreis Mansfeld-Südharz). Dreimal waren die Toten in Hockerstellung niedergelegt. Für Baalberge und Nordhausen 1, ist nicht mehr in anatomischem Zusammenhang befindliches Skelettmaterial belegt, wie es primär die Trichterbecherkulturen kennen. Das Beigabeninventar ist im Allgemeinen spärlich. Meist sind es ein oder zwei Gefäße.

## Chimären
An diese Steinkisten kann eine Gruppe von drei Anlagen im Gebiet um Merseburg und Weißenfels angeschlossen werden. In Geusa/Zscherben wurde eine eingesenkte Konstruktion aus Trockenmauerwerk gefunden, die man mit Steinplatten abgedeckt hat. Sie enthielt Walternienburger Keramik. Die Kammer von Oebles-Schlechtewitz gleicht der Zscherbener. Im gepflasterten Innenraum lagen Skelettreste eines Individuums ohne Beigaben. Das Weißenfelser Beispiel war ebenerdig aus Steinplatten und Mauerwerk errichtet worden. Hier wurden Skelettreste von mindestens 16 Individuen, zusammen mit Bernburger Keramik, gefunden. Für Oebles-Schlechtewitz und Weißenfels sind Hügel nachgewiesen. In Weißenfels war die Kammer zusätzlich von einem lehmgedichteten Bruchsteinmantel umgeben. Die Länge dieser Anlagen liegt mit etwa vier Metern zwischen den Maßen für Kisten und Megalithanlagen. Das Verwenden von Bruchsteinen zeigt Beziehungen zu den Mauerkammern, während das Abdecken durch Steinplatten auf Steinkisten und Megalithbauten weist. Der beigabenlosen Einzelbestattung steht ein reich ausgestattetes Kollektivgrab gegenüber.

## Felsgrab
Im Mansfelder Land liegt eine ihrer Art nach einmalige Grabanlage. Bei der Kammer 2 von Seeburg, hat man eine unregelmäßige, gepflasterte und mit Steinen umsetzte Kammer unter einer großen natürlichen Felsplatte angelegt. Der Zugang lag vermutlich im Westen. Hier tritt der Grabraum unter dem Felsen hervor und war von oben mit einer abnehmbaren Felsplatte verschlossen. Es wurden Skelettreste von etwa acht Personen festgestellt, die zumeist durcheinander lagen. Das Beigabeninventar gehört zur Walternienburger und zur Salzmünder Kultur. U. Fischer spricht von einer felsengrabähnlichen Erscheinung.

## Andere Steinkisten
Aus Frohndorf, in Sömmerda, Niedereichstädt im Saalekreis und Sittichenbach, einem Ortsteil der Lutherstadt Eisleben, liegen Kisten vor, deren Beigaben zur Kugelamphorenkultur (KAK) gehören. Bauliche Details lassen sich aber mit den Walternienburg-Bernburger Kisten verbinden. Die Anlage von Niedereichstädt mit 3,5 m Länge und einem Vorraum kann man zu den Rampenkisten zählen. U. Fischer vermutet deshalb Nachbestattungen der Kugelamphorenkultur in den Anlagen, die von den Trägern der Walternienburger und Bernburger Kultur errichtet wurden. Gestützt wird die Annahme durch den Befund von Baalberge, Kr. Bernburg. Es ist möglich, dass hier die eine Hälfte der Walternienburger Kiste ausgeräumt und von den Kugelamphoren-Leuten für eine Nachbestattung genutzt wurde. In diesem Zusammenhang ist das Vorkommen von Keramik der Kugelamphorenkultur in den Mauerkammergräbern von Gotha 2 und Wandersleben anzuführen. Die Megalithanlage von Zörbig, Landkreis Anhalt-Bitterfeld, barg ebenfalls Inventar der KAK. In nordischen Großsteingräbern sind Nachnutzungen dieser Kultur keine Seltenheit. Aber nicht in jedem Fall wird man die Befunde als Nachbestattungen ansprechen können. Das häufige gemeinsame Vorkommen von Bernburger- und Kugelamphorenkeramik (u. a. in Pevestorf, Landkreis Lüchow-Dannenberg) lässt an eine gleichzeitige Niederlegung oder an die Übernahme der Anlage durch die Kugelamphorenkultur denken. Das Auftreten von Bernburger Keramik in Anlagen der KAK (in Schönebeck und Börtewitz) zeigt die enge Verbindung der Kulturen.